# Benque Viejo del Carmen
Benque Viejo – miasto w Belize, w dystrykcie Cayo. W 2000 roku, miasto zamieszkiwało 5088 osób. Według przypuszczeń w 2013 roku populacja miasta wzrosła do 6095 osób.